# Mirili
Mirili är en ort i Azerbajdzjan.   Den ligger i distriktet İmişli Rayonu, i den centrala delen av landet, 150 km väster om huvudstaden Baku. Antalet invånare är 954.
Terrängen runt Mirili är mycket platt. Runt Mirili är det ganska tätbefolkat, med 72 invånare per kvadratkilometer.. Närmaste större samhälle är Saatlı, 10,8 km öster om Mirili. 
Trakten runt Mirili består till största delen av jordbruksmark.